# 中華大典 (臺灣)
《中華大典》是中華民國國防研究院、中華學術院等機構主導編輯的叢書，由中華大典編印會出版。這套叢書涵蓋中國歷史文化內容，上起二十四史，下至國父全書補編、蔣總統集、抗日戰史、剿匪戰史、紅衛兵續編等晚近內容。中華大典的臺灣叢書收錄了台灣地方誌等台灣史地內容。

## 收錄書籍
- 中華民國地圖集
- 世界地圖集
- 國父全書補編[2]
- 蔣總統集[3]
- 山經地理圖考[4]
- 日本簡明百科全書[5]
- 中文大辭典[6]
- 中國舞蹈史[7]
- 紅衛兵續編[8]
- 中華民國建國六十周年紀念論文集[9]
- 中國語音史[10]
- 中國軍事思想史[11]
- 中國歴史地理[12]
- 北伐戰史[13]
- 剿匪戰史[14]
- 中國服裝史綱[15]
- 清代一統地圖[16]
- 抗日戰史[17]
- 中国邊疆民族簡史[18]
- 三民主義研究論文集[19]
- 臺灣文物論集[20]
- 中國水運志[21]